# Mayberian Sanskülotts
A Mayberian Sanskülotts 2010-ben alapított magyar együttes, melynek tagjai Csordás Zita (ének), Balogh Gallusz (gitár), Dorozsmai Gergő (gitár), Andrasfay Laura (basszusgitár), Csiki Áron (billentyű) és Justin Spike (dob).

## Története
A Mayberian Sanskülotts 2010-ben alakult kétszemélyes felállásban, az eredeti formáció tagjai Csordás Zita és Balogh Gallusz voltak. Az együttes első albuma aloneinkápmegyer címmel jelent meg 2011-ben, nem sokkal a megalakulásuk után. A második nagylemezt, amely a PseudoDeath címet viseli, 2012-ben adták ki. Az anyag bekerült a Recorder zenei portálnak az év húsz kedvenc magyar albumát tartalmazó listájába. A kiadvány megjelenése után Hromkó István dobos és Szigeti Árpád basszusgitáros is csatlakoztak a zenekarhoz.
2012-ben Holnaphoz Holddal címmel jelent meg a Naphoz Holddal Kispál és a Borz-album dalainak feldolgozásait tartalmazó lemez, amelyen a Forradalmár című dal a Mayberian Sanskülotts előadásában hangzik el. A Várna című Európa Kiadó-feldolgozással közreműködtek az együttes Jó lesz… ’84 című lemeze megjelenésének 30. évfordulójára 2014 decemberében kiadott Jó lesz… ’14 feldolgozásalbumon.
2016 szeptemberében – a Normafa Records gondozásában – négyévi munkálatok eredményeként megjelent az együttes harmadik nagylemeze Adlait címmel, amelyre tizenegy dal került fel. Sajó Dávid, az Index kritikusa szerint az Adlait „egy rendkívül sokszínű és érezhetően nagyon tudatosan összerakott album”, amely bizonyítja a zenekar különleges hozzáállását a popzenéhez. A lemez a 13. helyre került az Indexnek az év húsz legjobb magyar albumát tartalmazó válogatásában.